# Mustelus fasciatus
Espèce
Statut de conservation UICN

 CR A2bd : 
En danger critique
Répartition géographique
Mustelus fasciatus est une espèce de requins de la famille des Triakidae.

## Répartition
Mustelus fasciatus vit entre les latitudes 30e sud et 47e sud. Il fréquente les eaux de l'ouest de l'Atlantique, du sud du Brésil au nord de l'Argentine. On le rencontre de la surface jusqu'à 250 m de profondeur, bien qu'il se trouve généralement au dessus de 50 m.

## Menaces et conservation
L'UICN (23 janvier 2023) classe l'espèce en catégorie CR (en danger critique) dans la liste rouge des espèces menacées depuis 2004. Victime de la surpêche, ce requin a vu sa population décliner de plus de 80 % en 44 ans.